# Gloster Gamecock
Gloster Gamecock là một loại máy bay tiêm kích hai tầng cánh của Không quân Hoàng gia, một phát triển của loại Mk III Grebe.

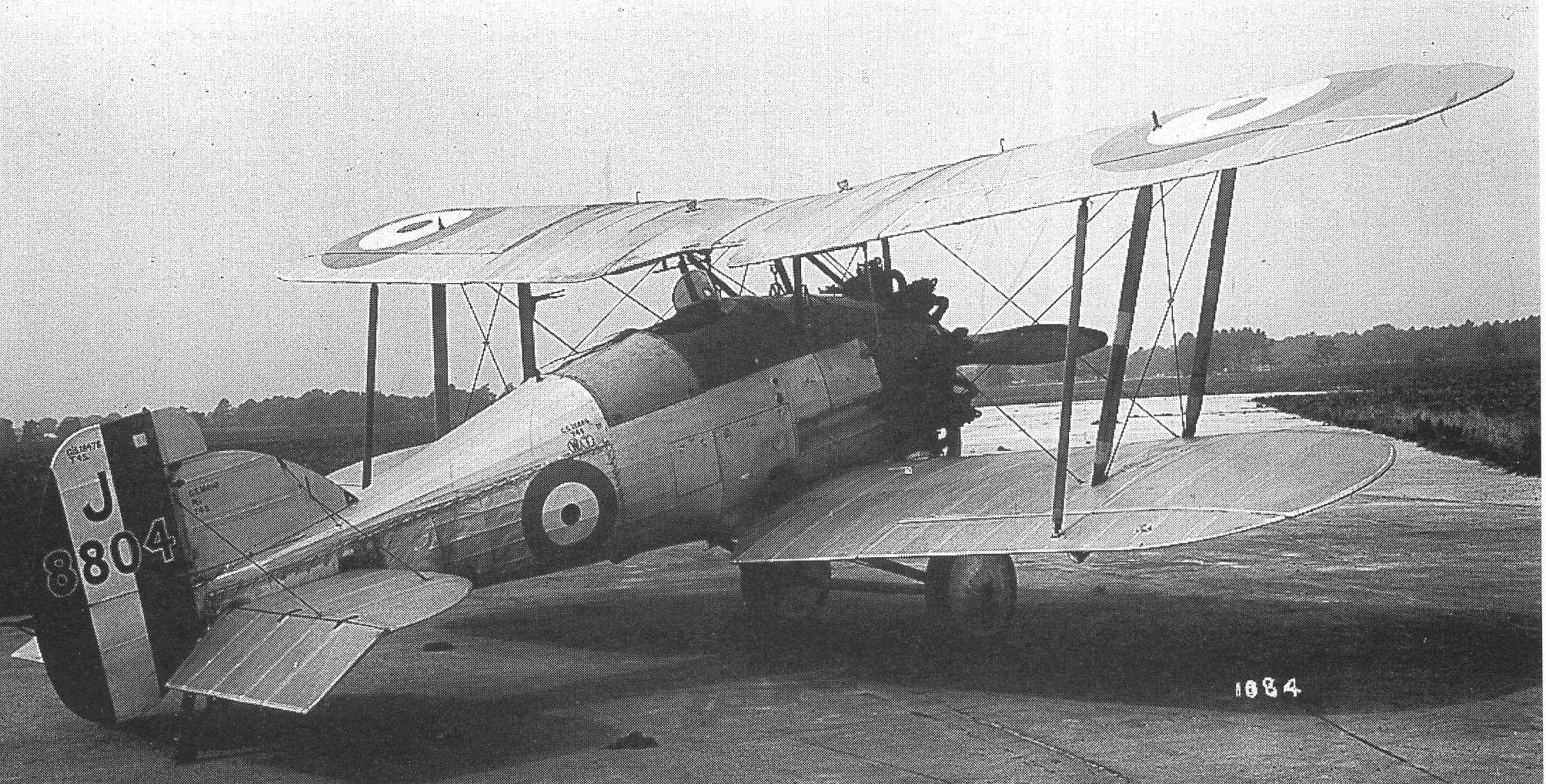

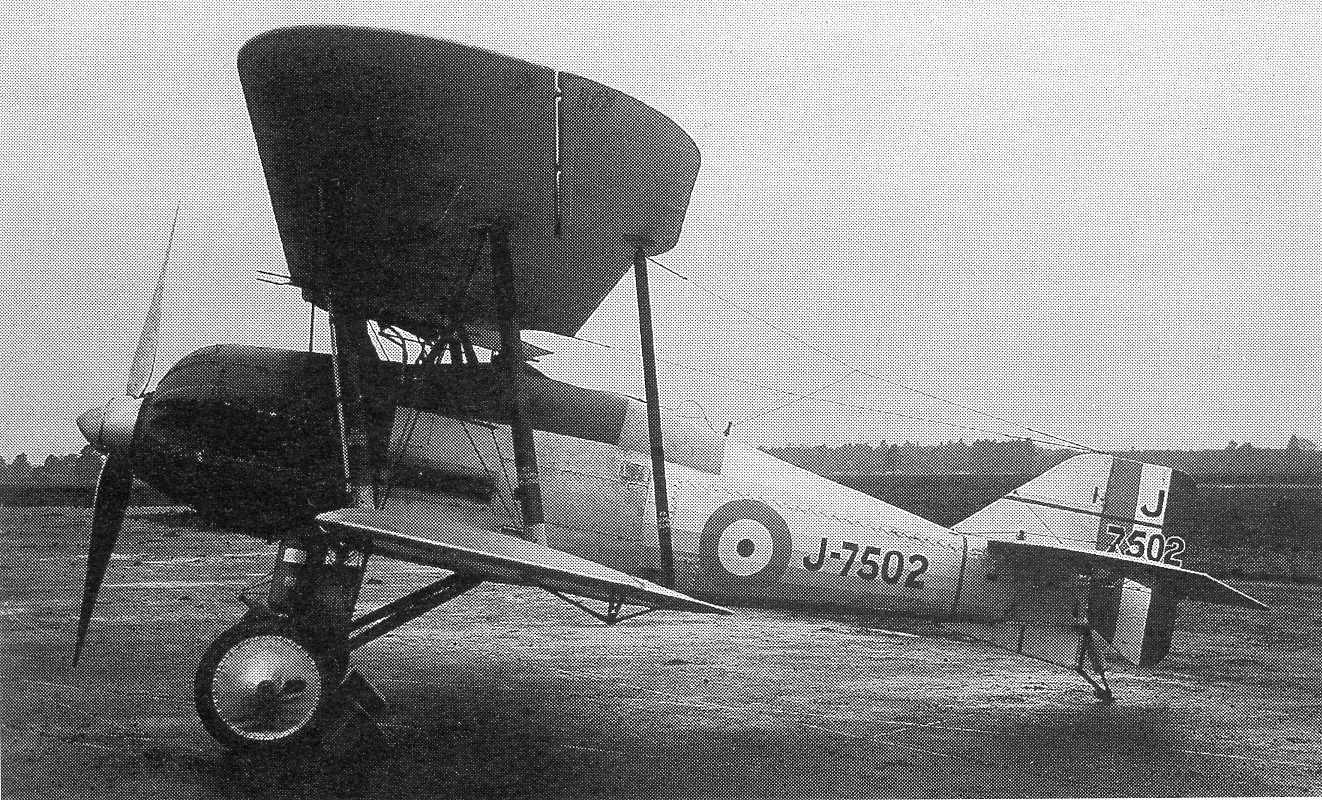

## Biến thể
- Gamecock Mk I
- Gamecock Mk II
- Gamecock Mk III

## Quốc gia sử dụng
Phần Lan
- Không quân Phần Lan

 Anh Quốc
- Không quân Hoàng gia

 Nhật Bản

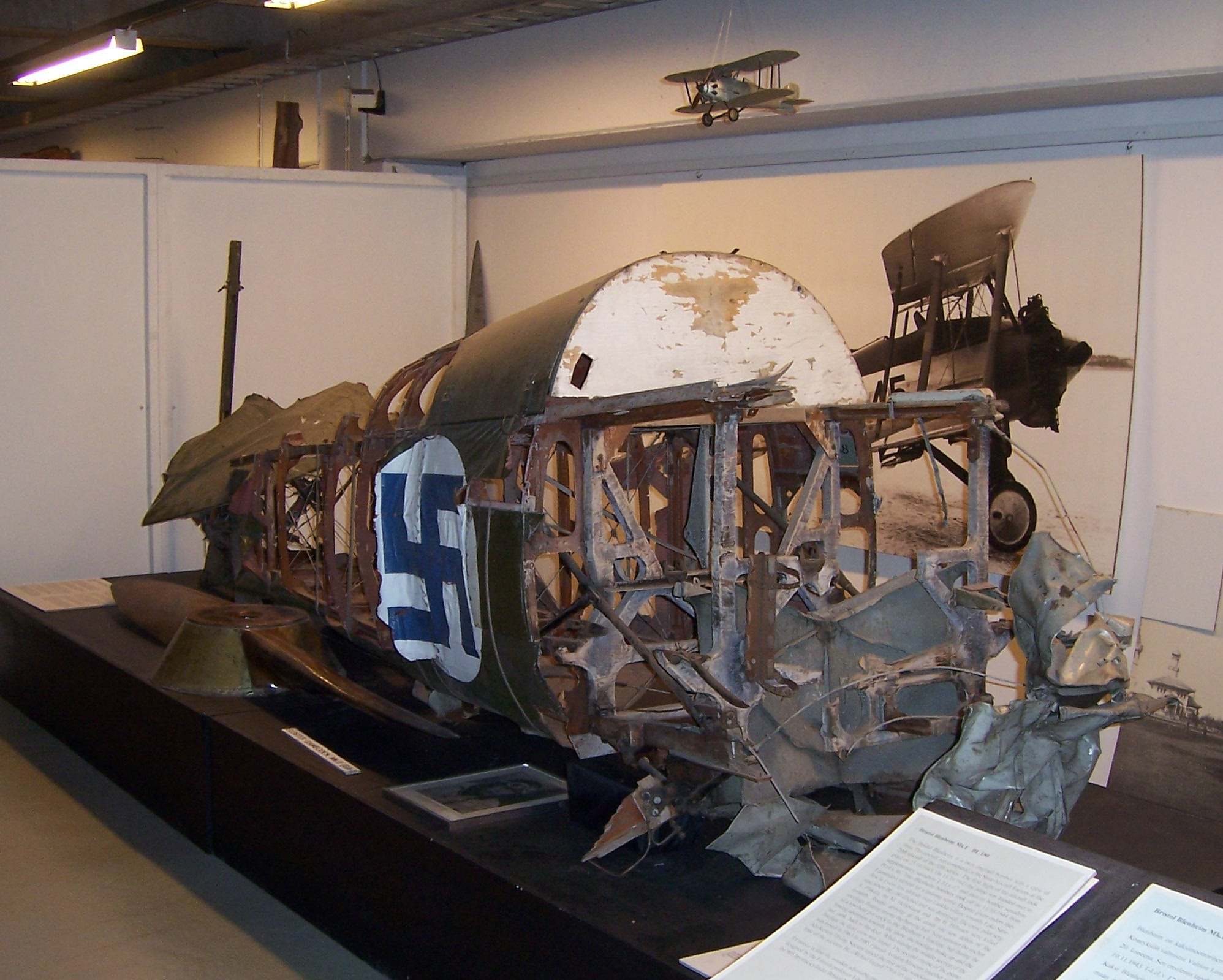

- Không lực Hải quân Đế quốc Nhật Bản

Nakajima A1N của Nhật Bản là một bản sao chép theo giấy phép của Gamecock.

## Tính năng kỹ chiến thuật (Mk. I)
Dữ liệu lấy từ The Era-Ending Gamecock 
Đặc điểm tổng quát
- Kíp lái: 1
- Chiều dài: 19 ft 8 in (5,99 m)
- Sải cánh: 29 ft 9½ in (9,07 m)
- Chiều cao: 9 ft 8 in (2,94 m)
- Diện tích cánh: 264 ft² (24,52 m²)
- Trọng lượng rỗng: 1.930 lb (875 kg)
- Trọng lượng có tải: 2.860 lb (1.297 kg)
- Động cơ: 1 × Bristol Jupiter VI, 425 hp (317 kW)

 Hiệu suất bay 
- Vận tốc cực đại: 155 mph [2] (135 knot, 250 km/h) trên độ cao 5.000 ft (1520 m), 145 mph (126 knot, 233 km/h) trên độ cao 10.000 ft (3.050 m)
- Tầm bay: 365 mi [3] (316 NM, 587 km)
- Trần bay: 22.100 ft (6.735 m)
- Vận tốc lên cao: 7.066 ft/phút (36 m/s) lên độ cao 1.000 ft (305 m)
- Tải trên cánh: 10,8 lb/ft² (52,9 kg/m²)
- Công suất/trọng lượng: 0,15 hp/lb (0,24 kW/kg)
- Leo lên độ cao 10.000 ft (3050 m): 7,6 phút
- Thời gian bay: 2.5 giờ

Trang bị vũ khí

- Súng: 2×vSúng máy Vickers 0.303 inch (7,7mm)